# Haplogrupo
Un haplogrupo es, en el estudio de la evolución molecular, un grupo grande de haplotipos, que son series de alelos en lugares específicos de un cromosoma.
En genética humana, los haplogrupos estudiados son:
- ADNmt: los haplogrupos de ADN mitocondrial humano, los cuales son transmitidos solamente a través de la línea matrilineal.
- ADN-Y: los haplogrupos del cromosoma Y humano,  los cuales revelan el linaje patrilineal.

En conjunto, los haplogrupos pueden ser usados para definir poblaciones genéticas y relatar aproximadamente la historia genética de los pueblos. Las clasificaciones de los haplogrupos humanos de cualquier clase basados en marcadores genéticos, específicamente por medio de polimorfismos por cambio de un solo nucleótido, o SNP por sus siglas en inglés (single-nucleotide polymorphism ), han evolucionado rápidamente en los últimos años, conforme se descubren nuevos marcadores.
Mediante el análisis de polimorfismos de restricción enzimática (RFLP) se pueden encontrar estos SNP: los haplogrupos se definirán en función de la presencia o ausencia de dianas de corte por enzimas de restricción debidas a los polimorfismos por cambio de un solo nucleótido. Según si se utilizan más o menos enzimas para hacer el estudio, se obtendrán análisis de restricción de alta o baja resolución, respectivamente.

## ¿Por qué se eligen los SNP para los estudios de evolución?

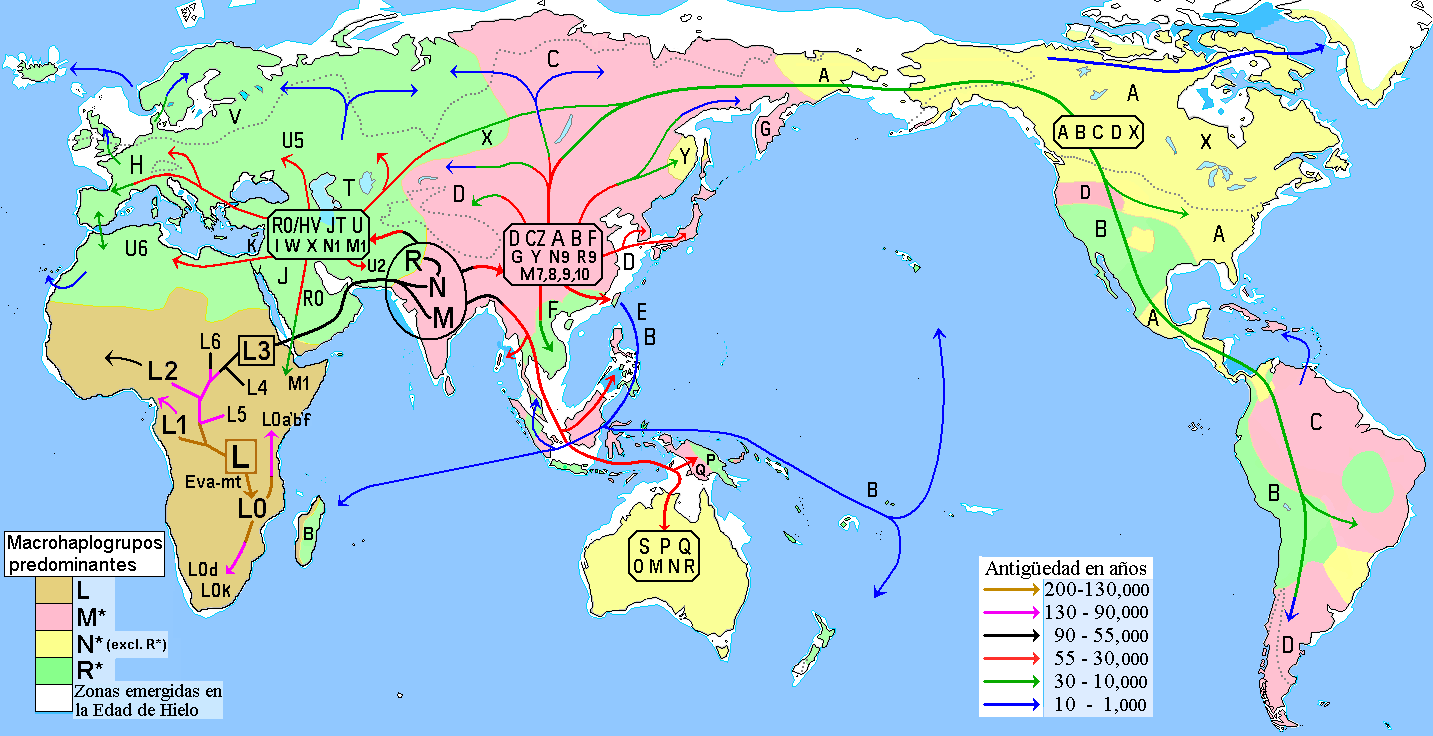
Migraciones humanas y haplogrupos mitocondriales.

Es poco probable que se produzca la desaparición de un SNP que se haya producido en un momento determinado de la evolución. De este modo, los SNP se irán acumulando a lo largo del tiempo en la población. Estudiando los SNP presentes en cada población se pueden hacer grupos, unos descendientes de otros, hasta llegar finalmente a encontrar los ancestros que dieron origen a la población humana: en el caso de los análisis de mtDNA se llega hasta la denominada "Eva mitocondrial" y en el caso de los análisis del cromosoma Y, al "Adán cromosomal-Y".